# Grace Kelly (singel)
Grace Kelly – drugi singel promujący debiutancką płytę Miki Life in Cartoon Motion.

## Tekst
W tekście pojawia się kilka odniesień kulturowych. W przedrefrenie fragment tekstu "So I try a little Freddie" jest nawiązaniem do Freddiego Mercury'ego – przy wersie w teledysku Mika wykonuje gest charakterystyczny dla frontmana zespołu Queen.